# Grand Prix de Francfort 2013
La 52e édition du Grand Prix de Francfort a eu lieu le 1er mai 2013.
L'épreuve fait partie de l'UCI Europe Tour 2013 en catégorie 1.HC.

## Présentation

### Équipes
Classé en catégorie 1.HC de l'UCI Europe Tour, le Grand Prix de Francfort est par conséquent ouvert aux UCI ProTeams dans la limite de 70 % des équipes participantes, aux équipes continentales professionnelles, aux équipes continentales allemandes et à une équipe nationale allemande.
23 équipes participent à ce Grand Prix de Francfort : 8 ProTeams, 7 équipes continentales professionnelles, 7 équipes continentales et une équipe nationale d'Allemagne :
| Nom de l'équipe         | Pays     | Code |
| ----------------------- | -------- | ---- |
| AG2R La Mondiale        | France   | ALM  |
| Argos-Shimano           | Pays-Bas | ARG  |
| Cannondale              | Italie   | CAN  |
| Katusha                 | Russie   | KAT  |
| Lotto-Belisol           | Belgique | LTB  |
| Omega Pharma-Quick Step | Belgique | OPQ  |
| Saxo-Tinkoff            | Danemark | TST  |
| Vacansoleil-DCM         | Pays-Bas | VCD  |

| Nom de l'équipe             | Pays           | Code |
| --------------------------- | -------------- | ---- |
| Accent Jobs-Wanty           | Belgique       | AJW  |
| Crelan-Euphony              | Belgique       | CRE  |
| IAM                         | Suisse         | IAM  |
| MTN-Qhubeka                 | Afrique du Sud | MTN  |
| NetApp-Endura               | Allemagne      | TNE  |
| RusVelo                     | Russie         | RVL  |
| Topsport Vlaanderen-Baloise | Belgique       | TSV  |

| Nom de l'équipe  | Pays      | Code |
| ---------------- | --------- | ---- |
| Heizomat         | Allemagne | THF  |
| LKT Brandenburg  | Allemagne | LKT  |
| NSP-Ghost        | Allemagne | NSP  |
| Nutrixxion Abus  | Allemagne | TSP  |
| Quantec-Indeland | Allemagne | TRS  |
| Rad-net Rose     | Allemagne | RNR  |
| Stölting         | Allemagne | STG  |

| Nom de l'équipe              | Pays      | Code |
| ---------------------------- | --------- | ---- |
| Équipe nationale d'Allemagne | Allemagne | GER  |

## Classement final
|    | Coureur            | Équipe                  |    | Temps           |
| -- | ------------------ | ----------------------- | -- | --------------- |
| 1  | Simon Špilak       | Katusha                 | en | 4 h 52 min 07 s |
| 2  | Moreno Moser       | Cannondale              | +  | m.t             |
| 3  | André Greipel      | Lotto-Belisol           |    | m.t             |
| 4  | John Degenkolb     | Argos-Shimano           |    | m.t             |
| 5  | Gerald Ciolek      | MTN-Qhubeka             |    | m.t             |
| 6  | Gianni Meersman    | Omega Pharma-Quick Step |    | m.t             |
| 7  | Domenico Pozzovivo | AG2R La Mondiale        |    | m.t             |
| 8  | Maurits Lammertink | Vacansoleil-DCM         |    | m.t             |
| 9  | Alexey Tsatevitch  | Katusha                 |    | m.t             |
| 10 | Ralf Matzka        | NetApp-Endura           |    | m.t             |

## Liste des participants
| Légende | Légende                                                               | Légende | Légende                                          |
| ------- | --------------------------------------------------------------------- | ------- | ------------------------------------------------ |
| Num     | Dossard de départ porté par le coureur sur ce Grand Prix de Francfort | Pos     | Position à l'arrivée de la course                |
| NP      | Indique un coureur qui n'a pas pris le départ de la course            | AB      | Indique un coureur qui n'a pas terminé la course |
| HD      | Indique un coureur qui a terminé la course hors des délais            |         |                                                  |

| Cannondale CAN | Cannondale CAN              | Cannondale CAN |
| -------------- | --------------------------- | -------------- |
| Num            | Coureur                     | Pos            |
| 1              | Moreno Moser (ITA)          | 2e             |
| 2              | Stefano Agostini (ITA)      |                |
| 3              | Federico Canuti (ITA)       |                |
| 4              | Alessandro De Marchi (ITA)  |                |
| 5              | Lucas Sebastián Haedo (ARG) |                |
| 6              | Michel Koch (GER)           |                |
| 7              | Matthias Krizek (AUT)       |                |
| 8              | Juraj Sagan (SVK)           |                |

| Lotto-Belisol LTB | Lotto-Belisol LTB        | Lotto-Belisol LTB |
| ----------------- | ------------------------ | ----------------- |
| Num               | Coureur                  | Pos               |
| 11                | Gaëtan Bille (BEL)       |                   |
| 12                | Sander Cordeel (BEL)     |                   |
| 13                | Bart De Clercq (BEL)     |                   |
| 14                | Jens Debusschere (BEL)   |                   |
| 15                | André Greipel (GER)      | 3e                |
| 16                | Marcel Sieberg (GER)     |                   |
| 17                | Tosh Van der Sande (BEL) |                   |
| 18                | Joost van Leijen (BEL)   |                   |

| Omega Pharma-Quick Step OPQ | Omega Pharma-Quick Step OPQ    | Omega Pharma-Quick Step OPQ |
| --------------------------- | ------------------------------ | --------------------------- |
| Num                         | Coureur                        | Pos                         |
| 21                          | Bert Grabsch (GER)             |                             |
| 22                          | Tony Martin (GER)              |                             |
| 23                          | Gianni Meersman (BEL)          |                             |
| 24                          | Pieter Serry (BEL)             |                             |
| 25                          | Guillaume Van Keirsbulck (BEL) |                             |
| 26                          | Martin Velits (SVK)            |                             |
| 27                          | Peter Velits (SVK)             |                             |
| 28                          | Carlos Verona (ESP)            |                             |

| Saxo-Tinkoff TST | Saxo-Tinkoff TST           | Saxo-Tinkoff TST |
| ---------------- | -------------------------- | ---------------- |
| Num              | Coureur                    | Pos              |
| 31               | Daniele Bennati (ITA)      |                  |
| 32               | Matti Breschel (DEN)       |                  |
| 33               | Jonas Aaen Jørgensen (DEN) |                  |
| 34               | Karsten Kroon (NED)        |                  |
| 35               | Jay McCarthy (AUS)         |                  |
| 36               | Michael Mørkøv (DEN)       |                  |
| 37               | Michael Rogers (AUS)       |                  |
| 38               | Matteo Tosatto (ITA)       |                  |

| Vacansoleil-DCM VCD | Vacansoleil-DCM VCD      | Vacansoleil-DCM VCD |
| ------------------- | ------------------------ | ------------------- |
| Num                 | Coureur                  | Pos                 |
| 41                  | Kris Boeckmans (BEL)     |                     |
| 42                  | Grega Bole (SLO)         |                     |
| 43                  | Johnny Hoogerland (NED)  |                     |
| 44                  | Willem Wauters (NED)     |                     |
| 45                  | Maurits Lammertink (NED) |                     |
| 46                  | Pim Ligthart (NED)       |                     |
| 47                  | Rob Ruijgh (NED)         |                     |
| 48                  | Frederik Veuchelen (BEL) |                     |

| AG2R La Mondiale ALM | AG2R La Mondiale ALM     | AG2R La Mondiale ALM |
| -------------------- | ------------------------ | -------------------- |
| Num                  | Coureur                  | Pos                  |
| 51                   | Manuel Belletti (ITA)    |                      |
| 52                   | Maxime Bouet (FRA)       |                      |
| 53                   | Steve Chainel (FRA)      |                      |
| 55                   | Axel Domont (FRA)        |                      |
| 56                   | Julian Kern (GER)        |                      |
| 57                   | Domenico Pozzovivo (ITA) |                      |
| 58                   | Anthony Ravard (FRA)     |                      |

| Katusha KAT | Katusha KAT                  | Katusha KAT |
| ----------- | ---------------------------- | ----------- |
| Num         | Coureur                      | Pos         |
| 61          | Sergey Chernetskiy (RUS)     |             |
| 62          | Alexandr Kolobnev (RUS)      |             |
| 63          | Timofey Kritskiy (RUS)       |             |
| 64          | Viatcheslav Kouznetsov (RUS) |             |
| 65          | Alexander Porsev (RUS)       |             |
| 66          | Rüdiger Selig (GER)          |             |
| 67          | Simon Špilak (SLO)           | 1er         |
| 68          | Alexey Tsatevitch (RUS)      |             |

| Argos-Shimano ARG | Argos-Shimano ARG                 | Argos-Shimano ARG |
| ----------------- | --------------------------------- | ----------------- |
| Num               | Coureur                           | Pos               |
| 71                | Johannes Fröhlinger (GER)         |                   |
| 72                | Nikias Arndt (GER)                |                   |
| 73                | Simon Geschke (GER)               |                   |
| 75                | Reinardt Janse van Rensburg (RSA) |                   |
| 76                | François Parisien (CAN)           |                   |
| 77                | John Degenkolb (GER)              | 4e                |
| 78                | Georg Preidler (AUT)              |                   |

| IAM | IAM                         | IAM |
| --- | --------------------------- | --- |
| Num | Coureur                     | Pos |
| 81  | Matthias Brändle (AUT)      |     |
| 82  | Rémi Cusin (FRA)            |     |
| 83  | Stefan Denifl (AUT)         |     |
| 84  | Jonathan Fumeaux (SUI)      |     |
| 85  | Heinrich Haussler (AUS)     |     |
| 86  | Reto Hollenstein (SUI)      |     |
| 87  | Sébastien Reichenbach (SUI) |     |
| 88  | Patrick Schelling (SUI)     |     |

| MTN-Qhubeka MTN | MTN-Qhubeka MTN          | MTN-Qhubeka MTN |
| --------------- | ------------------------ | --------------- |
| Num             | Coureur                  | Pos             |
| 91              | Gerald Ciolek (GER)      | 5e              |
| 92              | Tsgabu Grmay (ETH)       |                 |
| 93              | Louis Meintjes (RSA)     |                 |
| 94              | Meron Russom (RSA)       |                 |
| 95              | Kristian Sbaragli (ITA)  |                 |
| 96              | Andreas Stauff (GER)     |                 |
| 97              | Dennis van Niekerk (RSA) |                 |
| 98              | Johann van Zyl (RSA)     |                 |

| NetApp-Endura TNE | NetApp-Endura TNE      | NetApp-Endura TNE |
| ----------------- | ---------------------- | ----------------- |
| Num               | Coureur                | Pos               |
| 101               | Jan Bárta (CZE)        |                   |
| 102               | Cesare Benedetti (ITA) |                   |
| 103               | Iker Camaño (ESP)      |                   |
| 104               | David de la Cruz (ESP) |                   |
| 105               | Bartosz Huzarski (POL) |                   |
| 106               | Leopold König (CZE)    |                   |
| 107               | Daniel Schorn (AUT)    |                   |
| 108               | Paul Voss (GER)        |                   |

| Topsport Vlaanderen-Baloise TSV | Topsport Vlaanderen-Baloise TSV | Topsport Vlaanderen-Baloise TSV |
| ------------------------------- | ------------------------------- | ------------------------------- |
| Num                             | Coureur                         | Pos                             |
| 111                             | Sander Armée (BEL)              |                                 |
| 112                             | Laurens De Vreese (BEL)         |                                 |
| 113                             | Sander Helven (BEL)             |                                 |
| 114                             | Pieter Jacobs (BEL)             |                                 |
| 115                             | Eliot Lietaer (BEL)             |                                 |
| 116                             | Thomas Sprengers (BEL)          |                                 |
| 117                             | Preben Van Hecke (BEL)          |                                 |
| 118                             | Arthur Vanoverberghe (BEL)      |                                 |

| Accent Jobs-Wanty AJW | Accent Jobs-Wanty AJW     | Accent Jobs-Wanty AJW |
| --------------------- | ------------------------- | --------------------- |
| Num                   | Coureur                   | Pos                   |
| 121                   | Tim De Troyer (BEL)       |                       |
| 122                   | Thomas Degand (BEL)       |                       |
| 123                   | Roy Jans (BEL)            |                       |
| 124                   | Will Routley (CAN)        |                       |
| 125                   | Stefan van Dijk (NED)     |                       |
| 126                   | Jurgen Van Goolen (BEL)   |                       |
| 127                   | James Vanlandschoot (BEL) |                       |
| 128                   | Benjamin Verraes (BEL)    |                       |

| Crelan-Euphony CRE | Crelan-Euphony CRE        | Crelan-Euphony CRE |
| ------------------ | ------------------------- | ------------------ |
| Num                | Coureur                   | Pos                |
| 131                | Koen Barbé (BEL)          |                    |
| 132                | Joeri Bueken (BEL)        |                    |
| 133                | Sébastien Delfosse (BEL)  |                    |
| 134                | Gilles Devillers (BEL)    |                    |
| 135                | Reinier Honig (NED)       |                    |
| 136                | Egidijus Juodvalkis (LTU) |                    |
| 137                | Christophe Prémont (BEL)  |                    |
| 138                | Klaas Sys (BEL)           |                    |

| RusVelo RVL | RusVelo RVL               | RusVelo RVL |
| ----------- | ------------------------- | ----------- |
| Num         | Coureur                   | Pos         |
| 141         | Igor Boev (RUS)           |             |
| 142         | Sergey Firsanov (RUS)     |             |
| 143         | Valery Kaykov (RUS)       |             |
| 144         | Sergueï Klimov (RUS)      |             |
| 145         | Pavel Kochetkov (RUS)     |             |
| 146         | Artem Ovechkin (RUS)      |             |
| 147         | Andrey Solomennikov (RUS) |             |
| 148         | Ilnur Zakarin (RUS)       |             |

| Nutrixxion Abus TSP | Nutrixxion Abus TSP       | Nutrixxion Abus TSP |
| ------------------- | ------------------------- | ------------------- |
| Num                 | Coureur                   | Pos                 |
| 151                 | Rick Ampler (GER)         |                     |
| 152                 | Tobias Dohlus (GER)       |                     |
| 153                 | Alexander Gottfried (GER) |                     |
| 154                 | Grischa Janorschke (GER)  |                     |
| 155                 | Dirk Müller (GER)         |                     |
| 156                 | Alexander Schmitt (GER)   |                     |
| 157                 | Benjamin Sydlik (GER)     |                     |
| 158                 | Max Walsleben (GER)       |                     |

| Rad-net Rose RNR | Rad-net Rose RNR        | Rad-net Rose RNR |
| ---------------- | ----------------------- | ---------------- |
| Num              | Coureur                 | Pos              |
| 161              | Pascal Ackermann (GER)  |                  |
| 162              | Emanuel Buchmann (GER)  |                  |
| 163              | Marco Mathis (GER)      |                  |
| 164              | Christopher Muche (GER) |                  |
| 165              | Nils Schomber (GER)     |                  |
| 166              | Mario Vogt (GER)        |                  |
| 167              | Domenic Weinstein (GER) |                  |

| Heizomat THF | Heizomat THF              | Heizomat THF |
| ------------ | ------------------------- | ------------ |
| Num          | Coureur                   | Pos          |
| 171          | Jan-Niklas Droste (GER)   |              |
| 172          | Raphael Freienstein (GER) |              |
| 173          | Alexander Grad (GER)      |              |
| 174          | Max Merk (GER)            |              |
| 175          | Fabian Schormair (GER)    |              |
| 176          | Manuel Straub (GER)       |              |
| 177          | Johannes Weber (GER)      |              |
| 178          | Jan Wälzlein (GER)        |              |

| NSP-Ghost NSP | NSP-Ghost NSP           | NSP-Ghost NSP |
| ------------- | ----------------------- | ------------- |
| Num           | Coureur                 | Pos           |
| 181           | Jacob Fiedler (GER)     |               |
| 182           | Sven Forberger (GER)    |               |
| 183           | Markus Fothen (GER)     |               |
| 184           | Sergej Fuchs (GER)      |               |
| 185           | René Hooghiemster (NED) |               |
| 186           | Léo Menville (FRA)      |               |
| 187           | Stefan Schäfer (GER)    |               |
| 188           | Tino Thömel (GER)       |               |

| Quantec-Indeland TRS | Quantec-Indeland TRS        | Quantec-Indeland TRS |
| -------------------- | --------------------------- | -------------------- |
| Num                  | Coureur                     | Pos                  |
| 191                  | André Benoît (GER)          |                      |
| 192                  | Matthias Bretling (GER)     |                      |
| 193                  | Julian Hellmann (GER)       |                      |
| 194                  | Michael Kurth (GER)         |                      |
| 195                  | Florian Monreal (GER)       |                      |
| 196                  | Ron Pfeifer (GER)           |                      |
| 197                  | Robert Retschke (GER)       |                      |
| 198                  | Daniel Westmattelmann (GER) |                      |

| Stölting STG | Stölting STG         | Stölting STG |
| ------------ | -------------------- | ------------ |
| Num          | Coureur              | Pos          |
| 201          | Felix Dehmel (GER)   |              |
| 202          | Jan Dieteren (GER)   |              |
| 203          | Tim Gebauer (GER)    |              |
| 204          | Thomas Koep (GER)    |              |
| 205          | Jan Oelerich (GER)   |              |
| 206          | Niels Plötner (GER)  |              |
| 207          | Luke Roberts (AUS)   |              |
| 208          | Björn Schröder (GER) |              |

| LKT Brandenburg LKT | LKT Brandenburg LKT      | LKT Brandenburg LKT |
| ------------------- | ------------------------ | ------------------- |
| Num                 | Coureur                  | Pos                 |
| 211                 | Maximilian Bormann (GER) |                     |
| 212                 | Sebastian Deckert (GER)  |                     |
| 213                 | Felix Donath (GER)       |                     |
| 214                 | Jonathan Hermann (GER)   |                     |
| 215                 | Franz Schiewer (GER)     |                     |
| 216                 | Maximilian Stier (GER)   |                     |
| 217                 | Yuriy Vasyliv (GER)      |                     |
| 218                 | Willi Willwohl (GER)     |                     |

| Équipe nationale d'Allemagne GER | Équipe nationale d'Allemagne GER | Équipe nationale d'Allemagne GER |
| -------------------------------- | -------------------------------- | -------------------------------- |
| Num                              | Coureur                          | Pos                              |
| 221                              | Danilo Hondo (GER)               |                                  |
| 222                              | Christian Knees (GER)            |                                  |
| 223                              | Christoph Pfingsten (GER)        |                                  |
| 224                              | Steffen Radochla (GER)           |                                  |
| 225                              | André Schulze (GER)              |                                  |
| 226                              | Björn Thurau (GER)               |                                  |
| 227                              | Jens Voigt (GER)                 |                                  |
| 228                              | Fabian Wegmann (GER)             |                                  |